# Nyssa aquatica
Nyssa aquatica là một loài thực vật có hoa trong họ Cornaceae. Loài này được L. miêu tả khoa học đầu tiên năm 1753.